# کیوتو شوشیدای
کیوتو شوشیدای (به ژاپنی: 京都所司代 Kyōto Shoshidai) یک مقام دولتی و سیاسی در اوایل دوره میجی بود.